# Autostrada A53 (Włochy)
Autostrada A53 (Autostrada Bereguardo - Pawia) – autostrada w północnych Włoszech. Arteria zapewnia połączenie autostrady A7 z miastem Pawia. Droga biegnie wzdłuż koryta rzeki Ticino. Koncesjonariuszem autostrady jest mediolańska spółka Milano Serravalle – Milano Tangenziali.